# Lishan Yegezu
Lishan Yegezu (* 6. Oktober 1985) ist ein ehemaliger äthiopischer Langstreckenläufer.
2005 wurde er Äthiopischer Vize-Meister im Halbmarathon. Bei den Halbmarathon-Weltmeisterschaften in Edmonton kam er auf den 13. Platz und gewann mit der äthiopischen Mannschaft Gold. Kurz danach siegte er beim Benidorm-Halbmarathon.
Bei den Straßenlauf-Weltmeisterschaften 2006 in Debrecen über 20 km erreichte er nicht das Ziel. 2008 wurde er jeweils Zweiter beim Run for Oromia und beim Istanbul-Marathon. 2014 kam er beim Algier-Marathon auf den sechsten Platz.

## Persönliche Bestzeiten
- 3000 m: 7:44,39 min, 25. Juli 2007, Lüttich
- 5000 m: 13:17,99 min, 28. Juli 2007, Heusden-Zolder
- 10-km-Straßenlauf: 28:27 min, 2. August 2008, Minneapolis
- Halbmarathon: 1:01:42 h, 28. August 2005, Addis Abeba
- Marathon: 2:11:37 h, 26. Oktober 2008, Istanbul